# Jenny von Gustedt

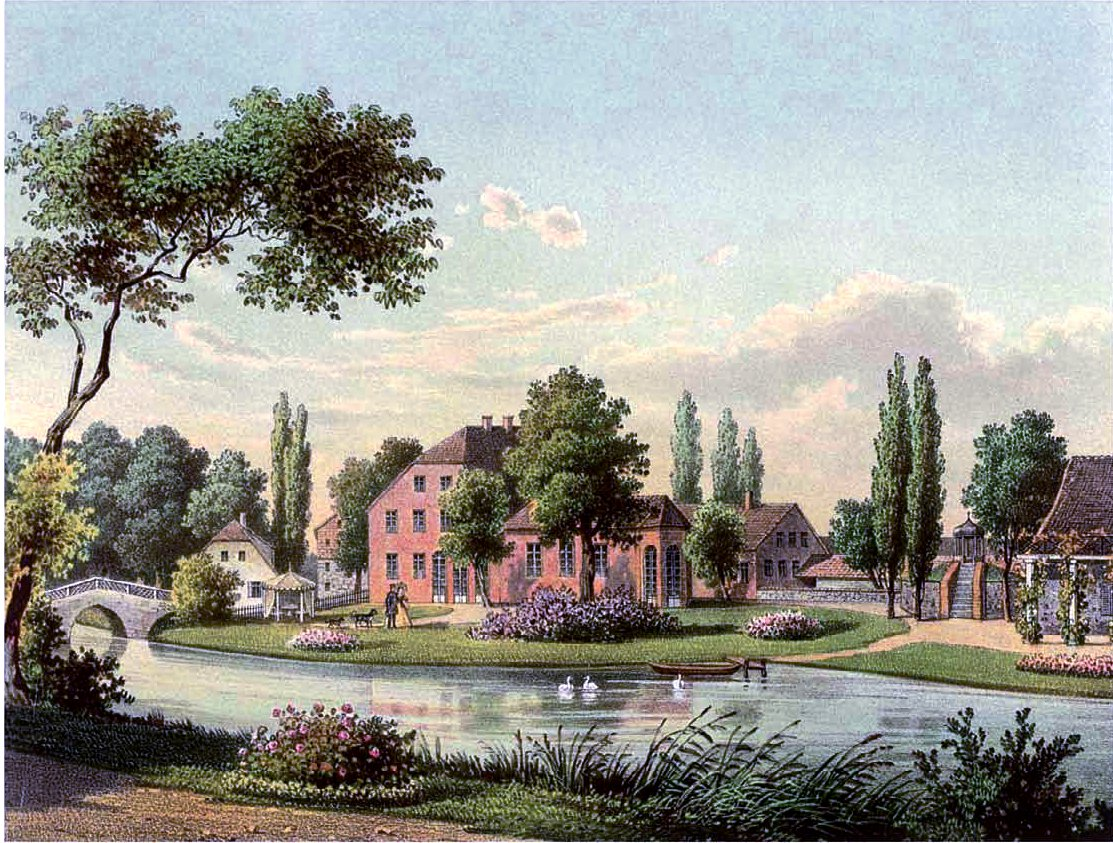
Manoir de Lablacken vers 1860, Collection Alexander Duncker

Jenny von Gustedt, née Jeromée Catharina Rabe von Pappenheim (née le 7 septembre 1811 au château de Schönfeld (de) près de Cassel, royaume de Westphalie et morte le 29 juin 1890 au manoir de Lablacken (de), arrondissement de Labiau, Prusse-Orientale) est un écrivain prussien.

## Biographie
Jenny est l'aînée des deux filles illégitimes de Jérôme Bonaparte (1784-1860), roi de Westphalie, et de Diana Rabe von Pappenheim, née baronne Waldner von Freundstein (1788-1844). Puisque Diana est encore mariée à Wilhelm Maximilian Rabe von Pappenheim (de) à cette époque, le GHdA A XXI (1990) identifie Jenny comme l'enfant légitime du baron Rabe von Pappenheim Wilhelm Rabe von Pappenheim, et avec lui son épouse Diana, sont élevés au rang de comte de Westphalie par le roi Jérôme le 30 novembre 1811, près de trois mois après la naissance de Jenny.
Après la mort de Wilhelm Rabe von Pappenheim, Diana part avec sa fille Jenny en 1815 - les fils Gottfried et Alfred Otto (de) issus de son mariage avec Wilhelm Rabe von Pappenheim ont été retirés chez un pasteur dans les montagnes du Harz, et la second fille de la relation avec Jérôme Bonaparte, Marie Pauline, a été placé dans un couvent à Paris – à Weimar, où Jenny est recueillie par sa tante maternelle, Isabelle. De 1822 à 1826, elle vit à Strasbourg avec sa tante von Türckheim, mais retourne à Weimar. Là, elle rencontre Johann Wolfgang von Goethe, qui a une forte influence sur elle. Elle se lie d'amitié avec son fils August (de) et donne ses premières leçons à ses fils Wolf et Walter. Elle est également une amie proche de la princesse Augusta de Saxe-Weimar-Eisenach, qui a le même âge et qui devient l'épouse du futur empereur Guillaume Ier, et participe à la vie de la cour.
Jenny se fiance au propriétaire foncier et plus tard administrateur de l'arrondissement d'Halberstadt (de) Werner von Gustedt (1813-1864) pendant ses vacances d'été à Bad Kissingen en 1837 et l'épouse le 6 mars 1838 à Weimar. Gustedt déménage avec elle dans son domaine de Garden (en) nouvellement acquis près de Deutsch-Eylau (Prusse-Occidentale). Lorsqu'il devint administrateur de l'arrondissement de Rosenberg-en-Prusse-Occidentale en 1851, il vit avec elle dans le manoir de Rosenberg. Leur fils est le capitaine prussien Otto von Gustedt (de) (1839-1905). Une petite-fille est l'écrivaine et militante des droits des femmes Lily Braun (1865-1916).

## Œuvres (sélection)
- Aus Goethes Freundeskreise, Westermann Verlag, Braunschweig 1892
- Memoiren um die Titanen. Erlebtes mit Goethe und den Bonapartes im Kreise der Hohenzollern, 2 Bände. Reissner Verlag, Dresde, 1932